# Jennifer Dias
Jennifer Dias (sinh năm 1985) là một ca sĩ người Cabo Verde. Cô hát trong Capeverdean Creole, tiếng Bồ Đào Nha, tiếng Pháp và tiếng Anh.
Cô đã phát hành đĩa đơn đầu tiên mang tên Kel ki um kré vào năm 2009, hai năm sau, cô phát hành "Control", một năm sau đó, cô hát "Deixam em paz" cùng với Nelson Freitas và "Viens danser". Năm 2013, cô phát hành album Forte (tiếng Bồ Đào Nha cho sức mạnh, cũng bằng tiếng Pháp). Vào năm 2015, cô đã phát hành một đĩa đơn tiếng Anh có tên "I Need You So". Năm 2016, cô đã thực hiện một bản phối lại có tựa đề "Xin lỗi bản phối lại kizomba", sau đó cô hát "Ce soir" ("Tonight") và "Dança Ma Mi".

## Danh sách đĩa hát

### Album
- Forte (2013)

1. Tous mổ mots
2. Amor đặc biệt (Feat. Dj Zayx)
3. Viens
4. Chơi với cảm xúc của tôi
5. Louca por ti
6. Pourquoi
7. Apaixonada
8. Deixam em paz
9. Pháo đài
10. Je t'emmène
11. Mama Phi (kỳ công. D. Dây thừng)
12. PS: Je pense à toi
13. Nghỉ ngơi
14. Je''ime
15. Solução (tiếng Bồ Đào Nha: Giải pháp)
16. Số 2
17. Kiểm soát (phối lại câu lạc bộ nhà Afro)
18. Kiểm soát (phối lại phòng chờ nhà Afro)

### Đĩa đơn
- Kel ki um kré (2009)
- Kiểm soát (2011)
- Deixam em paz [tiếng Bồ Đào Nha: Hướng đến hòa bình ] (sur le phối lại, kỳ công. Nelson Freitas) (2012)
- Viens danser (2012)
- Je t'emmène (2013)
- Louca por ti (2013)
- Reste avec moi [Tiếng Pháp: Nghỉ ngơi với tôi ] (2013)
- Mama Phi (kỳ công. D. Dây thừng) (2013)
- Fatale 5 (kỳ công. Milca) (2014)
- Tôi cần bạn như vậy (2015)
- Xin lỗi phối lại kizomba (2016)
- Ce soir [tiếng Pháp: Tối nay ] (2016)
- Dança Ma Mi '(2016)
- Roçaré kỳ công. Dabanda (2018)
- Sentimento Incrível [tiếng Bồ Đào Nha: Cảm giác đáng kinh ngạc '] (2018)

### Hợp tác
- Taliixo Beatz kỳ công. Jennifer Dias - So Meu (2017)